# Пнеумокониоза рудара угљенокопа
Пнеумокониоза рудара угљенокопа ( ЦВП ), позната и као црна болест плућа или црна плућа, узрокована је дуготрајним излагањем угљеној прашини . Уобичајена је код рудара који се баве ископавањем угља и код других који раде са угљем. Слична је и са силикозом, насталом удисањем силикатне прашине или азбестне прашине.  Удисана угљена прашина прогресивно се накупља у плућима и доводи до запаљења, фиброзе, а у горим случајевима до некрозе . 
Пнеумокониоза рудара угљенокопа, тешко је стање, развија се након почетног, блажег облика болести познатијег и као антракоза (од грчког ανθρακας, или антрацас - угаљ, угљеник). Често је асимптоматско и откривено је донекле у свим урбаним насељима  услед загађења ваздуха. Дуго излагање великим количинама угљене прашине може резултирати озбиљнијим облицима болести, једноставном пнеумоконијом радника и компликованом пнеумоконијом радника (или прогресивном масивном фиброзом или ПМФ).  Чешће радници изложени угљеној прашини развијају индустријски бронхитис,  клинички дефинисан као хронични бронхитис (тј. продуктивни кашаљ током 3 месеца годишње, најмање 2 године), управо због тог радног окружења. Учесталост индустријског бронхитиса варира у зависности од старости, посла, изложености и пушења. Испитивања рудара угљенокопа показала су код непушача (који су мање склони развоју бронхитиса у односу на пушаче), од 16%  до 17%  инциденцу индустријског бронхитиса. 
У 2013. години ЦВП је резултирао са 25.000 смртних случајева - што је мање у односу на 29.000 смртних случајева 1990. године.  Међутим, каснија студија Националног института за заштиту на раду за 2018. годину показује поновни пораст неизлечиве респираторне болести, што је највиша стопа забележена у отприлике две деценије. 

## Патогенеза
Угљена прашина није тако фиброгена као силикатна.  Угљену прашину која улази у плућа, тело не може да уништи или уклони. Честице су захваћене резидентним алвеоларним или интерстицијским макрофагама и остају у плућима, преживљавајући у везивном ткиву или плућним лимфним чворовима . Угљена прашина пружа довољан подстицај макрофагу за ослобађање различитих производа, укључујући ензиме, цитокине, радикале кисеоника и факторе раста фибробласта,  који су важни код упале и фиброзе ЦВП. Агрегати угљеничних макрофага могу се под микроскопом уочити као зрнаста, црна подручја. У озбиљним случајевима, плућа могу бити грубо црна. Ове агрегације могу изазвати упалу и фиброзу, као и стварање нодуларних лезија на плућима. Центри густих лезија могу постати некротични због исхемије, што доводи до великих шупљина унутар плућа. 

### Изглед
Једноставан ЦВП обележен је присуством нодуларних агрегата антракотичних макрофага, са пречником 1-2 мм, који су подржани фином колагеном мрежом, у плућима. Агрегати са овим пречником познати су као макуле од угља, а ако су у питању веће групе онда су то нодули угља . Ове се структуре најчешће јављају око почетног места накупљања угљене прашине - горњих подручја плућа око респираторних бронхиола .  Угљена макула је основна патолошка карактеристика ЦВП-а и има окружење проширења ваздушног простора, познато као жаришни емфизем. 

### Прогресивна масивна фиброза
Континуирана изложеност угљеној прашини након развоја једноставног ЦВП може довести до напредовања ове болести до компликованог ЦВП-а с прогресивном масивном фиброзом (ПМФ), при чему се развијају велике масе густе фиброзе, обично у горњим зонама плућа, са пречником већим од 1 cm, што доводи до слабљења рада плућа. Ови случајеви углавном захтевају неколико година да се развију. Грубо, плућа су само поцрнела. Патолошки се састоје од фиброзе са случајно распоређеним колагеном и многим макрофагама пуним пигментом и обиљем слободног пигмента. Радиографски гледано, ЦВП може изгледати упадљиво слично силикози . У једноставном ЦВП-у превладавају мали заобљени нодули (видети ИЛО класификацију), који имају тенденцију да се прво појаве у горњим зонама плућа. Чворићи се могу зближавати и тако створити велику непрозирност (> 1  cm), што карактерише сложен ЦВП или ПМФ.

## Дијагноза
Постоје три основна критеријума за дијагнозу ЦВП: 
1. Радиографија грудног коша у складу са ЦВП
2. Историја изложености угљеној прашини (обично подземно копање угља) довољне количине и латенције
3. Искључивање алтернативних дијагноза (мимика ЦВП-а)

Испитивање симптома и рада плућа односе се на степен респираторног оштећења, али нису део дијагностичких критеријума. Као што је горе наведено, изглед рендгенских снимака грудног коша може да се не разликује од силикозе. ЦТ груди, посебно скенирање високе резолуције ( ХРЦТ), осетљивији је од обичног рендгенског снимка за откривање малих заобљених непрозирности. 

### Лечење
Не постоји лек или откривени третмани за пнеумокониозу. Неким пацијентима се даје кисеоник како би им помогао при дисању и саветују се да престану пушити како би спречили даље опадање функције плућа. У најекстремнијим случајевима може се извршити трансплантација плућа која би помогла продужењу животног века пацијента. 

### Превенција пнеумокониозе
Главни начин да се избегне пнеумокониоза рудара угљенокопа је заштита од удисања угљене прашине. Неки од начина за спречавање ове болести укључују: не пушење, ношење маски с филтером када дођете у контакт са потенцијално опасним честицама у ваздуху, редовне плућне прегледе и образовање о ризику од болести плућа у вашем радном окружењу. 

## Епидемиологија
У 2013. години ЦВП је резултирао са 25.000 смртних случајева, што је мање у односу на 29.000 смртних случајева 1990. године.  Између 1970-1974. године, преваленца ЦВП међу америчким рударима који су се вавили ископавањем угља и који су радили преко 25 година била је 32%; иста група је приметила 9% преваленције у периоду 2005–2006.  У Аустралији се сматрало да је ЦВП елиминисан током 1970-их услед строгих мера за контролу опасности. Међутим, дошло је до поновног пораста ЦВП-а у Аустралији, при чему су први нови случајеви откривени у мају 2015. године.  У периоду од 1999. до 2016. просечне године живота изгубљене због ЦВП порасле су са 8,1 на 12,6 година, највероватније због повећане озбиљности и напредовања ЦВП-а. 

## Историја
Опасности од болести црних плућа све до 1950-их нису биле добро схваћене. Превладало је било мишљење да је силикоза веома озбиљна, али је узрокована искључиво силицијумом, а не угљеном прашином. Синдикат рудара, Уједињени радници у рудницима Америке, схватили су да брза механизација подразумева бушилице које производе много више прашине, али подржавајући Џон Л. Левиса су одлучили да неће покренути проблем црних плућа, јер то може утицати на употребу механизације која даје већу продуктивност и веће плате. Приоритети Уније били су одржавање дуготрајног фонда за добробит и пензије, који би био подржан већим количинама ископаног угља. Након Левисове смрти, синдикат је одустао од тога да црна плућа назива болешћу и схватио је финансијске предности фонда за своје особе са инвалидитетом. 

### Допуна акта
У Федералном акту о заштити и безбедности у рудницима угља из 1969., амерички Конгрес успоставио је стандарде за смањење прашине и формирали инвалидитет црних плућа Траст. Рударске компаније су се сложиле с клаузулом, којом је десетогодишња историја рада на руднику, заједно са рендгенским или обдукцијским доказима тешког оштећења плућа, гарантовала надокнаду. Једнако важна била је и клаузула о „задржавању стопе“ која је дозволила радницима са прогресивном плућном болешћу да се пребаце на послове са нижим степеном изложености без губитка плате, радног стажа или накнада. Финансиран од савезног пореза на угаљ, Траст је до 2009. године исплатио више од 44 милијарде долара користи рударима са инвалидитетом и њиховим удовицама. Рудар који је провео 25 година у подземним рудницима угља има 5-10% ризика од заразе. 

### 21. век
Након што је Савезни закон о заштити и безбедности у руднику угља из 1969. године постао закон у Сједињеним Државама, проценат америчких рудара који пате од црне болести плућа смањио се за око 90 процената.  У новије вријеме, међутим, стопа болести расте. Национални институт за заштиту на раду (НИОСХ) известио је да је близу 9 процената рудара са 25 и више година искуства било позитивно на црна плућа у периоду 2005–2006, у поређењу са 4 процента крајем 1990-их.  
Нова открића су показала да ЦВП може представљати ризик и за рударе на површинском угљенокопу, који чине 48% радне снаге. Подаци из програма за здравствени надзор рудара НИОСХ-а, који садрже прегледане рендгенске снимке груди за више од 2.000 рудара у 16 америчких држава у периоду 2010–2011. године, показали су да је 2% рудара, са искуством у рударству више од једне године, развило ЦВП.  0,5% ових рудара имало је ПМФ. Већина тих радника никада није радила у подземним рудницима пре копања на површини. Висок удео рендгенских зрака указује на то да су ови рудари развили силикозу. 
НИОСХ уз подршку Управе за сигурност и здравље у руднику (МСХА) управља програмом мобилног скрининга за здравље који путује у рударске регионе широм Сједињених Држава. Рудари који учествују у Програму добијају здравствене процене једном у пет година, без накнаде. Рендгенски снимци груди могу открити ране знакове и промене на ЦВП-у, често пре него што је рудар свестан било каквих проблема са плућима. 
Истрага Националног јавног радија (НПР) у 2016-17. открила је да је Национални институт за заштиту на раду имао најмање пријављених случајева прогресивне масивне фиброзе (компликације црних плућа) за најмање 20 фактора. НПР је идентификовао преко 2.000 случајева у одређеним клиникама у Кентакију, Вирџинији, Западној Вирџинији, Пенсилванији и Охају, док је само 99 пријавила НИОСХ.   НИОСХ је у 2018. години потврдио највећи скуп ПМФ-а икад научно документованих, упркос скоро елиминацији болести у деведесетима. Сматра се да узроци овога укључују дужу радну смену, минирање шавова угља (што доводи до тога да рударске машине испуштају више силиције без угљеника у ваздух ) и повлачења и отпуштања због којих су већи број бивших запослених морали да посете здравствене амбуланте . 
Нова правила америчке безбедности и заштите у рудницима ступила су на снагу у августу 2016. године, она су снижавала максималне дозвољене концентрације прашине за површинску и подземну експлоатацију, којој су били изложени рудари и за коју је откривено да развија пнеумокониозу. 

## Истраживање
Институт за медицину рада у Британији спровео је истраживање како би открио везу између изложености удисању прашине и пнеумокониозе рудара. Ово истраживање је било познато под називом Поље истраживања пнеумокониозе (ПФР). Истраживање је подупрело препоруке за строже стандарде прашине у ваздуху у британским рудницима, а ПФР је на крају коришћен као основа за многе националне стандарде, везаних за количину прашине, широм света. 